# Маркарова, Анна Вячеславовна
Анна Вячеславовна Маркарова (род. в Ростове-на-Дону) — заслуженная артистка России, солистка Мариинского театра.

## Биография
Анна Маркарова родилась в Ростове-на-Дону.
В 1991 году на конкурсе в Москве стала лауреатом Всероссийского конкурса вокалистов, посвященного Шуберту. Завоевала I премию.
В 1999 году стала работать солисткой Ростовского музыкального театра, когда обучалась на третьем курсе консерватории.
В 2000 году стала выпускницей Ростовской государственной консерватории им. С. В. Рахманинова. Училась в классе профессора Маргариты Худовердовой. Проходила стажировку в Штутгартской академии у профессора Ингеборг Вамзер.
В 2002 году в Италии стала дипломантом Международного конкурса Valsesia Musica. Получила специальный приз «За лучшее исполнение арий Масканьи».
В 2006 году ей присвоили звание «Заслуженной артистки России». В 2006 году в Санкт-Петербурге стала лауреатом VII Международного конкурса молодых оперных певцов им. Н. А. Римского-Корсакова, завоевав I премию. В этом же году она прекратила работу в Ростовском музыкальном театре и стала работать солисткой Академии молодых певцов Мариинского театра. В 2007 году — II премия VI Международного конкурса молодых оперных певцов Елены Образцовой.
В 2010 году стала солисткой оперной труппы Мариинского театра. Ее репертуар в Мариинском театре: Кассандра («Троянцы»), Брунгильда («Валькирия»), Ортруда («Лоэнгрин»), Ярославна («Князь Игорь»), Леди МакБет («МакБет»), Амелия («Бал-маскарад»), Розина («Сивильский цирюльник»), «Одабелла» («Аттила»), Любка («Семен Котко»), Абигайль («Набукко»), Леонора (Трубадур), Мадам Баттерфлай («Мадам Баттерфлай»), Земфира («Алеко»), Сопрано в Реквиеме Верди, Донна Леонора («Сила судьбы»), Цыганка Груша («Очарованный странник»), Примадонна, Ариадна («Ариадна на Наксосе»), Домна Сабурова («Царская невеста»), Коробочка («Мертвые души»), Аида, Амнерис («Аида»), Принцесса Клариче («Любовь к трем апельсинам»).
Анна Маркарова поет меццо-сопрановый репертуар и партии лирико-драматического сопрано.
Анна Маркарова принимала участие в гала-концерте в Ростовском музыкальном театре в ноябре 2017 года. Концерт был посвящен пятидесятилетнему юбилею консерватории им. С. В. Рахманинова.